# High Performance Fortran
High Performance Fortran (HPF) — расширение Fortran 90 с конструкциями, поддерживающими параллельные вычисления, опубликованное форумом High Performance Fortran Forum (HPFF). HPFF был созван под председательством Кена Кеннеди из Университета Райса. Первая версия отчета HPF была опубликована в 1993 году.
Основываясь на синтаксисе массива, введенном в Fortran 90, HPF использует параллельную модель вычислений данных для поддержки распространения работы одного вычисления массива на несколько процессоров. Это обеспечивает эффективную реализацию как на архитектуре SIMD, так и на архитектуре mimd.
Fortran 95 включал в себя несколько возможностей HPF. В ответ HPFF вновь собрался и опубликовал отчет HPF 2.0. В обновленном отчете был удален материал, который уже был охвачен Fortran 95. Отчет также был реорганизован и пересмотрен на основе опыта работы с HPF 1.0.